# Даальдер

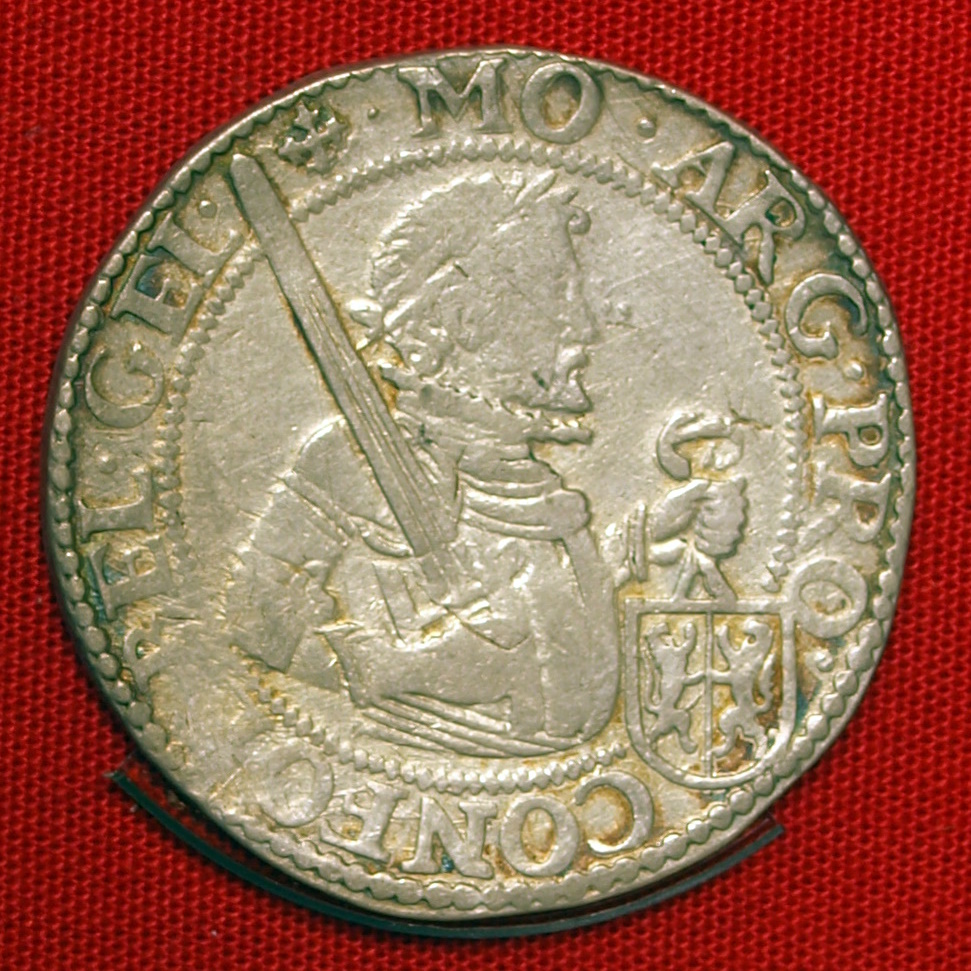
Ріксдаальдер 1609 рік

Даальдер, Ріксдаальдер (нід. rijksdaalder) — назва талерів Республіки Об'єднаних провінцій Нідерландів. Карбувалися за стопою імперських рейхсталерів, згідно з імперським монетним статутом 1566 року. Карбовані 1586—97 Р. містили 25,97 г чистого срібла, а карбовані 1606—1700 — 25,69 г чистого срібла. Р. були широко поширені на грошовому ринку українських земель 17 ст.